# 숲쥐족
숲쥐족(Neotomini)은 쥐상과 비단털쥐과에 속하는 설치류 족의 하나이다. 현존하는 4개 속으로 이루어져 있다. 거의 대부분 야행성 생활을 한다. 북아메리카와 중앙아메리카에서 발견된다. 화석 기록은 약 천만년 전 마이오세 후기까지 거슬러 올라간다. 초식동물로 먹이는 식물 씨앗과 열매, 도토리, 선인장 등이다.

## 하위 속
- 알렌숲쥐속 (Hodomys)
- 왜소숲쥐속 (Nelsonia)
- 숲쥐속 (Neotoma)
- 마그달레나쥐속 (Xenomys)